# Pors Stadion
Pors Stadion – stadion piłkarski w Porsgrunn, w Norwegii. Został otwarty 14 czerwca 1936 roku. Może pomieścić 3700 widzów. Swoje spotkania rozgrywają na nim piłkarze klubu Pors Grenland.
Stadion został otwarty 14 czerwca 1936 roku, a na inaugurację gospodarze (Pors Grenland) przegrali z Mjøndalen 1:3. Przed otwarciem nowego stadionu piłkarze Pors Grenland od 1910 roku grali na „Grønlands plass”.
W przeszłości stadion gościł spotkania najwyższego poziomu ligowego z udziałem piłkarzy Pors Grenland.
Od 2003 roku obiekt wyposażony jest w boisko ze sztuczną murawą.